# Тефикбей (квартал в Кючюкчекмедже)
„Тефикбей“ (на турски: Tevfikbey) е квартал на Истанбул, разположен в градска околия Кючюкчекмедже. Общата му площ е 1,5 км2. Според данни на Адресната система за регистриране на населението (ABPRS) към 2023 г. населението на „Тефикбей“ е 35 463 жители.